# CBGB (film)
CBGB è un film del 2013 diretto da Randall Miller.

## Trama
Il film narra le vicende del CBGB, celebre locale di New York presso il quale fecero i primi passi grandi band del genere punk rock. Il locale aprì ufficialmente il 10 dicembre 1973 e si proponeva di essere un locale dedicato alla musica Country, BlueGrass e Blues (come suggeriva il nome), ma ben presto divenne un punto di riferimento della scena punk newyorkese. Kristal stimò che negli anni si esibirono circa 50.000 artisti. Nel 2006 Kristal fu costretto a chiudere, dopo una lunga battaglia legale con la proprietà dell'immobile. L'ultima ad esibirsi fu Patti Smith, il 15 ottobre 2006. Kristal annunciò di volere riaprire il locale a Las Vegas, utilizzando gli arredi originali, ma non riuscì nel suo intento, perché morì l'anno seguente per cancro ai polmoni.

## Errori e anacronismi
In una scena iniziale in cui Hilly sta esplorando i luoghi, si nota una bottiglia di gin Hendrick chiaramente visibile in cima ad una pattumiera sotto un cartello di divieto di parcheggio: questo alcolico però non è stato messo in commercio prima del 1999.
Diversi scatti mostrano l'angolo tra Bleecker Street e Bowery: i segnali stradali hanno lettere bianche su sfondo verde. Negli anni '70, i cartelli stradali di Manhattan avevano lettere nere su uno sfondo giallo.
Nella scena della metropolitana in cui Taxi è in attesa di un treno, il treno di passaggio che viene mostrato è un moderno treno di transito di New York.
Il marciapiede di fronte al CBGB nel film è mostrato troppo stretto, a differenza di quello reale che è molto più largo.
In alcune scene delle band che si esibiscono (in particolare i Ramones) vengono mostrati amplificatori Marshall: il film è ambientato negli anni '70, tuttavia alcuni amplificatori, modelli JCM800, non sono stati introdotti fino agli anni '80.
Hilly Kristal richiede espressamente a tutti gli artisti di suonare materiale completamente originale, ma la band dei Blondie viene mostrata interpretare "Denis", cover del successo doo-wop del 1963 "Denise" (lanciato da Randy & the Rainbows).
I muri del locale vengono mostrati pieni di adesivi prima ancora che qualsiasi band ci abbia suonato.
Viene mostrata troppa enfasi su particolari che invece dovrebbero essere tralasciati, tipo gli scarafaggi e le feci del cane di Kristal o i drogati ed i topi che gironzolano attorno al locale.
Non vengono menzionati gli artisti che hanno lasciato un segno nelle loro esibizioni, come The Cramps, X Ray Spex, Bad Brains, Willie Loco Alexander, Suicide e James Chance; inoltre non viene menzionato alcun musicista di colore, sebbene il CBGB abbia ospitato esibizioni di artisti come Bad Brains, The Planets, Living Color, Poly Styrene, The Voidoids, The Nails, James “Blood” Ulmer, The Dead Kennedys, Fishbone e molti altri.
In una scena si vedono i Ramones interpretare il brano "I Wanna Live": la scena è ambientata nel 1974, ma il brano è stato pubblicato nel 1987. Inoltre si ascoltano "Spirit in My House" e "I Got Knocked Down (But I'll Get Up)", registrate da Joey Ramone nel 2000 e nel 2001, 4 anni dopo lo scioglimento dei Ramones (la scelta è dovuta verosimilmente per problemi di copyright).
Anche l'esibizione di Patti Smith è in contrasto con la linea temporale del film, ambientato tra l'apertura del locale (1973) e un paio di anni dopo: il brano in questione, "Because the night", venne infatti lanciato nel 1978.

## Distribuzione
Il primo trailer del film è stato distribuito online il 7 agosto 2013. Il film è stato distribuito nei cinema statunitensi l'11 ottobre 2013.
In Italia, il film è stato distribuito da Buena Vista International unicamente su iTunes a partire da settembre 2015.